# Università statale umanistico-pedagogica della Transbajkalia "N. G. Černyševskij"
L'Università statale umanistico-pedagogica della Transbajkalia "N. G. Černyševskij" (ZaBGGPU) è un ente di istruzione accademica russo situato a Čita intitolato a Nikolaj Gavrilovič Černyševskij.

## Struttura
- Facoltà geografico-naturale
- Facoltà di storia
- Facoltà pedagogica
- Facoltà sociale
- Facoltà tecnologico-economica
- Facoltà di lingue straniere
- Facoltà di psicologia
- Facoltà di cultura fisica
- Facoltà di istruzione artistica
- Facoltà fisico-matematica
- Facoltà filologica
- Facoltà giuridica